# E606
E606 eller Europaväg 606 är en europaväg som går mellan Angoulême och Bordeaux i Frankrike. Längd 110 km.

## Sträckning
Angoulême - Bordeaux

## Standard
Vägen är landsväg hela sträckan, förutom en kort bit motorväg närmast Bordeaux. 

## Anslutningar till andra europavägar
- E603
- E5
- E70